# Deutsches Brotinstitut

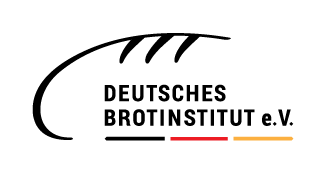
Logo des Deutschen Brotinstituts – DPMA geschützte Marke

Das Deutsche Brotinstitut, früher Institut für Qualitätssicherung von Backwaren, ist ein im Vereinsregister des Amtsgerichts Berlin-Charlottenburg unter VR 35321 B eingetragener Verein, der sich der Deutschen Brotkultur – von der Deutschen UNESCO-Kommission in die Liste der immateriellen Kulturgüter aufgenommen – verschrieben hat und zudem der Qualitätskontrolle und -optimierung von handwerklich hergestellten Backwaren widmet. Der Verein hat seinen Sitz in Berlin, die Geschäftsstelle befindet sich an der Akademie Deutsches Bäckerhandwerk Weinheim.

## Geschichte
Bereits in den 1950er Jahren gründete das Deutsche Bäckerhandwerk einen „Qualitätsprüf- und Beratungsdienst“, um die Qualität handwerklich hergestellter Brote seiner Mitgliedsbetriebe zu prüfen und zu optimieren. Die hauptamtlichen Brotprüfer waren verschiedenen Organisationen des Bäckerhandwerks zugeordnet. Eine eigene Organisationseinheit gab es bis 2008 nicht, vielmehr war der Qualitätsprüf- und Beratungsdienst eine Dienstleistung des Zentralverband des Deutschen Bäckerhandwerks für seine Mitgliedsbetriebe. Der am 15. September 1978 gegründete Verein „Entwicklungs- und Betreuungsinstitut des Deutschen Bäckerhandwerks e.V.“ hat im April 2008 die Aufgaben des Qualitätsprüf- und Beratungsdienstes übernommen und umfirmiert in „Institut für Qualitätssicherung von Backwaren (IQBack) e.V.“. Dem IQBack-Institut wurden sämtliche rechtlichen und organisatorischen Verpflichtungen des Qualitätsprüf- und Beratungsdienstes übertragen, inkl. der Mitarbeiter, die sich zuvor auf verschiedene andere Organisationen aufgeteilt hatten. Im Oktober 2016 haben die Landesinnungsverbände des Deutschen Bäckerhandwerks den Vereinsnamen in „Deutsches Brotinstitut e.V.“ geändert, die Satzung erweitert und der Vereinssitz nach Berlin verlegt. Das Deutsche Brotinstitut wurde hierdurch insgesamt breiter aufgestellt.

## Zielsetzung und Anspruch
Während Brot früher als sehr angesehenes Lebensmittel wahrgenommen wurde, hat der Wert des Brotes in der Gesellschaft offenkundig verloren. Das Deutsche Brotinstitut hat es sich zur Aufgabe gemacht, dies mit wissenschaftlichen Fakten zu korrigieren. Ziel ist es, Verbraucher sachlich über Brot zu informieren und das Image des Brotes als kulturgeschichtlich bedeutendes und ernährungsphysiologisches wichtiges Lebensmittel weiter zu verbessern.
Dies geschieht unter anderem durch Maßnahmen der Öffentlichkeitsarbeit. Hierzu wird das Wissen der wichtigsten deutschsprachigen Experten zu Brot im Deutschen Brotinstitut gebündelt. Somit ist das Deutsche Brotinstitut zentraler Anlaufpunkt für Medien zum Thema Brot. Entsprechende Anfragen werden jeweils an zur Fragestellung kompetente Brotexperten weitergeleitet. Zudem sind bei den bundesweit in den Regionen stattfindenden Qualitätsprüfungen des Deutschen Brotinstituts regelmäßig Journalisten regionaler und überregionaler Medien zu Gast.

## Organisation

### Mitglieder, Vorstand und Geschäftsführung
Vereinsmitglieder und somit Träger des Deutschen Brotinstitut e. V. sind der Zentralverband des Deutschen Bäckerhandwerks, alle Landesinnungsverbände des Deutschen Bäckerhandwerks, die BÄKO-Gruppen sowie die Akademie Deutsches Bäckerhandwerk Weinheim. Das Deutsche Brotinstitut wird zudem von zahlreichen Fördermitgliedern getragen.
Der Vorstand des Deutschen Brotinstituts ist personenidentisch mit dem Vorstand des Zentralverbands des Deutschen Bäckerhandwerks. Vereinssitz ist das Büro des Zentralverbandes in der Neustädtischen Kirchstraße in Berlin. Die Geschäfte werden in der Akademie Deutsches Bäckerhandwerk Weinheim (Geschäftsstelle) geführt, deren Direktor Bernd Kütscher auch Geschäftsführer des Instituts ist.

### Wissenschaftlicher Beirat
Um den vorgenannten Anspruch wissenschaftlich zu untermauern, hat das Deutsche Brotinstitut einen wissenschaftlichen Beirat berufen, der die Aufgaben des Instituts sowie jene der Akademie Deutsches Bäckerhandwerk Weinheim fachlich begleitet und auch für die Seriosität der Ergebnisse steht. Der Beirat besteht aus renommierten Getreide- und Ernährungswissenschaftlern sowie Mitgliedern des Vorstandes und der Geschäftsführung.

## Qualitätsprüfung des Deutschen Brotinstituts
Das Deutsche Brotinstitut beschäftigt derzeit (Stand Juli 2022) vier hauptberufliche und bis zu 12 nebenberufliche, hierfür sensorisch ausgebildete und akkreditierte Qualitätsprüfer. Veranstalter einer Qualitätsprüfung sind in der Regel regionale Organisationen des Bäckerhandwerks wie z. B. Bäckerinnungen. Diese laden ihre Betriebe zur Qualitätsprüfung ein und benennen den Prüfungsort. Geprüft werden können Brote, Kleingebäcke wie z. B. Brötchen und feine Backwaren wie z. B. Christstollen. Eingehende Proben von Betrieben werden vor Ort neutralisiert und anschließend einem oder mehreren Sachverständigen des Deutschen Brotinstituts vorgelegt. Dieser übernimmt als Dienstleiter für die Innung die Durchführung der Prüfung.

### Bewertung von Proben
Proben werden rein sensorisch nach dem sogenannten DLG-Prüfschema begutachtet und bewertet. Nur bei deutlichen Geschmacksabweichungen kommen ergänzende Analysemethoden wie z. B. die Messung des Salzgehaltes oder des Säuregrades zur Anwendung. Die Bewertung erfolgt IT-unterstützt nach dem Prinzip „von außen nach innen“, wobei jeweils mehrere Merkmale geprüft und wie folgt Punkte vergeben werden (am Beispiel des Prüfschemas für Brot):
- max. 10 Punkte für Form und Aussehen
- max. 10 Punkt für Oberflächen- und Krusteneigenschaften (inkl. Bräunung)
- max. 15 Punkte für Lockerung und Krumenbild
- max. 20 Punkte für Struktur und Elastizität (inkl. Bestreichbarkeit)
- max. 15 Punkte für den Geruch
- max. 30 Punkte für den Geschmack

Die Maximalpunktzahl je Probe beträgt somit 100 Punkte. Bei Abweichung von der Höchstpunktzahl erhält der jeweilige Betrieb Verbesserungsvorschläge aus der Prüfsoftware des Deutschen Brotinstituts sowie eine kostenfreie Beratung.

### Auszeichnungen
Bei voller Punktzahl vergibt das Deutsche Brotinstitut die Note „Sehr gut“ in Form einer Urkunde, bei 90 Punkten oder mehr die Note „Gut“. Erreicht ein Produkt drei Kalenderjahre in Folge die Bewertung „Sehr gut“, wird das Produkt mit der Auszeichnung „Gold“ geehrt. Positive Ergebnisse werden zudem im „Bäckerei-Finder“ auf der Website des Deutschen Brotinstituts unter www.brotinstitut.de veröffentlicht. Dort sowie in den App-Stores können Verbraucher auch eine kostenlose App für Smartphones herunterladen, die den Bäckerei-Finder mobil darstellt. Weil sich vorwiegend jene Bäckereien an der freiwilligen Innungsqualitätsprüfung beteiligen, die sich intensiv ihrer Qualität widmen und jene oft auch nur ihre besten Backwaren zu den Prüfungen einreichen, erhalten rund 80 % der Proben eine Bewertungsstufe von „Gut“ oder besser.

### Prüfvolumen und Bewertungen
Das Deutsche Brotinstitut ist mit rund 15.000 Proben pro Jahr marktführend in der sensorischen Bewertung von Backwaren. Positive Ergebnisse mit den jeweiligen Namen und Adressen der Bäckereien sind im Bäckereifinder unter www.brotinstitut.de zu finden, mit PLZ-Suche in der Region. Zudem weisen prämierte Bäckereien ihre Ergebnisse mittels Urkunden des Deutschen Brotinstituts aus.

## Brot des Jahres
Das Deutsche Brotinstitut ernennt seit 2017 (damals für das Folgejahr) jährlich eine Brotsorte zum „Brot des Jahres“:
- 2018: Dinkel-Vollkornbrot[8]
- 2019: Bauernbrot[9]
- 2020: Roggen-Vollkornbrot[10]
- 2021: Dreikornbrot[11]
- 2022: Holzofenbrot[12]
- 2023: Kürbiskernbrot[13]
- 2024: Weizenvollkornbrot[14]
- 2025: Nussbrot[15]

Der offizielle Anschnitt und damit die Bekanntgabe der Wahl des Brotinstituts wird traditionell durch die Bundesministerin oder den Bundesminister für Ernährung und Landwirtschaft durchgeführt.